# Dinklageella scandens
Dinklageella scandens är en orkidéart som beskrevs av Tariq Stévart och Phillip James Cribb. Dinklageella scandens ingår i släktet Dinklageella och familjen orkidéer.
Artens utbredningsområde är São Tomé. Inga underarter finns listade i Catalogue of Life.